# Аллахвердиев, Шафидин Мевлидинович
Шафиди́н Мевлиди́нович Аллахверди́ев (род. 10 апреля 1979, Куруш) — российский боксёр, представитель легчайшей, лёгкой и полулёгкой весовых категорий. Выступал за сборную России по боксу в первой половине 2000-х годов, многократный призёр российских национальных первенств, победитель и призёр многих турниров республиканского и всероссийского значения. Старший брат и тренер известного боксёра-профессионала Хабиба Аллахвердиева.

## Биография
Шафидин Аллахвердиев родился 10 апреля 1979 года в селении Куруш Докузпаринского района Дагестанской АССР. Учился в средней общеобразовательной школе № 31 в Махачкале, затем окончил Дагестанский государственный педагогический университет.
Активно заниматься боксом начал в возрасте четырнадцати лет в 1993 году, проходил подготовку в «Анжи-клубе», в Специализированных детско-юношеских спортивных школах олимпийского резерва в Махачкале и Каспийске. Тренировался под руководством Курбана Джамалутдиновича Курбанова и Евгения Алексеевича Котова.
Впервые заявил о себе в 1996 году, выиграв в минимальном весе чемпионат России среди юниоров. В 1997 году принял участие в международном турнире Кубок Мухаммеда Али в Луисвилле, где дошёл до стадии четвертьфиналов, уступив известному американскому боксёру Рикардо Хуаресу.
Первого серьёзного успеха на взрослом всероссийском уровне добился в сезоне 1999 года, когда выиграл бронзовую медаль в легчайшей весовой категории на чемпионате России в Челябинске. Также получил серебро на международном турнире Кубок Владимира Мономаха. Год спустя одержал победу в зачёте зимнего национального первенства «Олимпийские надежды», ещё через год повторил это достижение, тогда как на чемпионате страны в Саратове вновь стал третьим — на этот раз в полулёгком весе. В 2002 году взял серебро на чемпионате мира среди военнослужащих в Ирландии.
В 2005 году Аллахвердиев выступал уже в лёгкой весовой категории и на чемпионате России в Магнитогорске дошёл до полуфинала, выиграв награду бронзового достоинства. Последний раз показал сколько-нибудь значимый результат на всероссийском уровне в сезоне 2006 года, когда на первенстве страны в Ханты-Мансийске в очередной раз заслужил бронзовую медаль — в полуфинальном поединке уступил представителю Нижневартовска Эдуарду Амбарцумяну.
Его младший брат Хабиб Аллахвердиев так же является известным боксёром, чемпион России, чемпион мира среди профессионалов. Шафидин впоследствии работал с братом в качестве личного тренера.